# Big Room House
Big room house ou simplesmente big room é um subgênero de fusão da house music (notavelmente house progressivo e electro house) O Big Room house começou a ganhar popularidade no início dos anos 2010. É caracterizado por sua instrumentação simples, mas a estrutura é complexa, o big room house logo evoluiu a cena da EDM em vários subgêneros que conhecemos da música eletrônica hoje.
O principal elemento do Big Room House, que o diferencia dos demais subgêneros do House Music, é a ambientação. Neste subgênero, os elementos melódicos são obrigatoriamente intensos e apresentam uma grande reverberação, o que traz a sensação de profundidade em seu ápice, daí o nome Big Room.